# Colegiul Național Vlaicu Vodă din Curtea de Argeș
Colegiul Național Vlaicu Vodă este o instituție de învățământ din Curtea de Argeș, care apare constant în topul celor mai bune licee din județul Argeș.
Colegiul a fost fondat de Florian Ștefănescu-Goangă în 1919 ca școală de vară a Universității Regele Ferdinand I din Cluj.  